# Lupus Electro
Lupus Electro – debiutancki album studyjny polskiej piosenkarki Natalii Nykiel. Wydawnictwo ukazało się 23 września 2014 nakładem wytwórni muzycznej Universal Music Polska. 
Płyta została zarejestrowana we współpracy z Katarzyną Nosowską, wokalistką zespołu Hey, byłą wokalistką zespołu Sistars – Pauliną Przybysz, Karoliną Kozak, liderem zespołu Pogodno – Jackiem „Budyniem” Szymkiewiczem oraz Michałem „Buniem” Skrokiem z zespołu Dick4Dick. Album wyprodukował Michał „Fox” Król znany m.in. z występów w zespołach 15 Minut Projekt i Młynarski Plays Młynarski.
Promocję Lupus Electro rozpoczęto w czerwcu 2014, wraz z premierą pierwszego promującego singla – „Wilk”. W 2015 wydany został drugi singel, „Bądź duży”. Nagranie uzyskało w Polsce status diamentowego singla, przekraczając liczbę 100 tysięcy sprzedanych kopii. 23 listopada 2016, wydany został trzeci singel, „Pół dziewczyna”. 
16 listopada 2016 płyta uzyskała status złotej płyty, sprzedając się w nakładzie przekraczającym 15 tysięcy egzemplarzy.

## Koncepcja albumu
Punktem wyjścia do stworzenia koncepcji albumu był komputerowy błąd. Error, który wydobywa się spośród milionów powiązań elektronicznych jednostek, aby wyświetlony na ekranie nieodwołalnie zmienić tok zdarzeń – zatrzymać precyzyjny mechanizm i otworzyć przejście do równoległych światów. Artystka nieśmiało zaprasza słuchacza w tę niebezpieczną podróż, gdzie nie ma rzeczy pewnych, a kierunek zwiedzania wyznaczają biegnące wilki. 

## Lista utworów
Opracowano na podstawie materiału źródłowego.
| Nr  | Tytuł utworu            | Słowa                          | Muzyka                            | Długość |
| --- | ----------------------- | ------------------------------ | --------------------------------- | ------- |
| 1.  | „Dym”                   | Paulina Przybysz               | Natalia Nykiel, Michał „Fox” Król | 3:37    |
| 2.  | „Pół dziewczyna”        | Katarzyna Nosowska             | Natalia Nykiel, Michał „Fox” Król | 3:35    |
| 3.  | „Rzeźba”                | Paulina Przybysz               | Natalia Nykiel, Michał „Fox” Król | 3:50    |
| 4.  | „Wilk”                  | Jacek Szymkiewicz              | Natalia Nykiel, Michał „Fox” Król | 3:45    |
| 5.  | „Bądź duży”             | Jacek Szymkiewicz              | Natalia Nykiel, Michał „Fox” Król | 4:01    |
| 6.  | „Zagadka pawiego wzoru” | Karolina Kozak                 | Michał „Fox” Król                 | 4:44    |
| 7.  | „Nie on”                | Michał Skrok                   | Natalia Nykiel, Michał „Fox” Król | 2:26    |
| 8.  | „Miejska sprawa”        | Natalia Nykiel                 | Michał „Fox” Król                 | 3:05    |
| 9.  | „Sick Dance”            | Natalia Nykiel                 | Michał „Fox” Król                 | 4:41    |
| 10. | „Pusto”                 | Karolina Kozak, Natalia Nykiel | Natalia Nykiel, Michał „Fox” Król | 4:48    |
|     |                         |                                |                                   | 38:32   |

## Piosenkarka o albumie
Za wszystkie utwory odpowiadam ja oraz mój producent „Fox”. Dodatkowo jestem autorem niemal każdej kompozycji, co uważam za ogromny sukces, bo nie mam skończonej szkoły muzycznej. Jeżeli chodzi o teksty, trzy z nich są moje, natomiast reszta pisana jest przez Kasię Nosowską, Paulinę Przybysz, „Budynia” i Karolinę Kozak. Z Karoliną było tak, że pomagała mi dobierać słowa do piosenki o mojej babci. Z „Budyniem” spotkałam się na kawie i opowiedziałam mu całe moje życie, a on na podstawie tego, co usłyszał, stworzył tekst do „Wilka” oraz „Bądź duży”. 
W reszcie przypadków było to mailowe wymienianie się pomysłami. My z „Foxem” wiedzieliśmy, w którą stronę chcemy iść. Dla przykładu w utworze „Zagadka pawiego wzoru” od początku chcieliśmy, aby tekst napisała Karolina Kozak, dostała nasze wytyczne, więc pod tym względem miałam również spory wkład.

## Lupus Electro: Deluxe Edition
11 września 2015 została wydana dwupłytowa wersja specjalna albumu. Na drugiej płycie znalazł się premierowy utwór „Ekrany”, oraz sześć remiksów, wydanych dotąd w formie audio-wizualnej EP-ki mp3. Materiał ten został użyty przy trasie koncertowej artystki, zatytułowanej Lupus Electro Live Tour.
| Lupus Electro [Deluxe Edition] CD 1 | Lupus Electro [Deluxe Edition] CD 1 | Lupus Electro [Deluxe Edition] CD 1 | Lupus Electro [Deluxe Edition] CD 1 | Lupus Electro [Deluxe Edition] CD 1 |
| Nr                                  | Tytuł utworu                        | Słowa                               | Muzyka                              | Długość                             |
| ----------------------------------- | ----------------------------------- | ----------------------------------- | ----------------------------------- | ----------------------------------- |
| 1.                                  | „Dym”                               | Paulina Przybysz                    | Natalia Nykiel, Michał „Fox” Król   | 3:37                                |
| 2.                                  | „Pół dziewczyna”                    | Katarzyna Nosowska                  | Natalia Nykiel, Michał „Fox” Król   | 3:35                                |
| 3.                                  | „Rzeźba”                            | Paulina Przybysz                    | Natalia Nykiel, Michał „Fox” Król   | 3:50                                |
| 4.                                  | „Wilk”                              | Jacek Szymkiewicz                   | Natalia Nykiel, Michał „Fox” Król   | 3:45                                |
| 5.                                  | „Bądź duży”                         | Jacek Szymkiewicz                   | Natalia Nykiel, Michał „Fox” Król   | 4:01                                |
| 6.                                  | „Zagadka pawiego wzoru”             | Karolina Kozak                      | Michał „Fox” Król                   | 4:44                                |
| 7.                                  | „Nie on”                            | Michał Skrok                        | Natalia Nykiel, Michał „Fox” Król   | 2:26                                |
| 8.                                  | „Miejska sprawa”                    | Natalia Nykiel                      | Michał „Fox” Król                   | 3:05                                |
| 9.                                  | „Sick Dance”                        | Natalia Nykiel                      | Michał „Fox” Król                   | 4:41                                |
| 10.                                 | „Pusto”                             | Karolina Kozak, Natalia Nykiel      | Natalia Nykiel, Michał „Fox” Król   | 4:48                                |
|                                     |                                     |                                     |                                     | 38:32                               |

| Lupus Electro [Deluxe Edition] CD 2 | Lupus Electro [Deluxe Edition] CD 2                            | Lupus Electro [Deluxe Edition] CD 2 | Lupus Electro [Deluxe Edition] CD 2                       | Lupus Electro [Deluxe Edition] CD 2 |
| Nr                                  | Tytuł utworu                                                   | Słowa                               | Muzyka                                                    | Długość                             |
| ----------------------------------- | -------------------------------------------------------------- | ----------------------------------- | --------------------------------------------------------- | ----------------------------------- |
| 1.                                  | „Ekrany”                                                       | Michał Skrok                        | Natalia Nykiel, Michał „Fox” Król                         | 3:09                                |
| 2.                                  | „Rzeźba” (Ipnops (The Dumplings) Remix)                        | Paulina Przybysz                    | Natalia Nykiel, Michał „Fox” Król, Ipnops (The Dumplings) | 4:00                                |
| 3.                                  | „Rzeźba” (Envee Shape Remix)                                   | Paulina Przybysz                    | Natalia Nykiel, Michał „Fox” Król, Envee Shape            | 5:34                                |
| 4.                                  | „Pół dziewczyna” (Pawbeats Remix)                              | Katarzyna Nosowska                  | Natalia Nykiel, Michał „Fox” Król, Pawbeats               | 4:48                                |
| 5.                                  | „Bądź duży” (Alkopoligamia Remix, gościnnie: R.A.U. i Stasiak) | Jacek Szymkiewicz                   | Natalia Nykiel, Michał „Fox” Król, R.A.U.                 | 4:36                                |
| 6.                                  | „Wilk” (Fonai Remix)                                           | Jacek Szymkiewicz                   | Natalia Nykiel, Michał „Fox” Król, Fonai                  | 4:55                                |
| 7.                                  | „Bądź duży” (Pati Yang Group Remix)                            | Jacek Szymkiewicz                   | Natalia Nykiel, Michał „Fox” Król, Pati Yang Group        | 4:18                                |
|                                     |                                                                |                                     |                                                           | 31:20                               |

## Certyfikat
| Kraj          | Certyfikat  | Sprzedaż |
| ------------- | ----------- | -------- |
| Polska (ZPAV) | złota płyta | 15 000+  |